# Kirchenkreis An der Agger
Der Evangelische Kirchenkreis An der Agger ist einer der 37 Kirchenkreise in der Evangelischen Kirche im Rheinland (EKiR) mit Sitz in Gummersbach. Zu ihm gehören ca. 72.700 evangelischen Gemeindegliedern (32,4 % der Gesamtbevölkerung – Stand 31. Dezember 2023).

## Gebiet
Das Gebiet des Kirchenkreises ist weitgehend identisch mit dem des Oberbergischen Kreises. Im Süden ragt er mit der Kirchengemeinde Rosbach (5.000 Gemeindeglieder) in den Rhein-Sieg-Kreis hinein. Dafür gehören die erst 1975 aus dem Rhein-Wupper-Kreis in den Oberbergischen Kreis gewechselten Kommunen Hückeswagen und Radevormwald zum Kirchenkreis Lennep. Die ehemals rheinisch-bergische Gemeinde Lindlar gehört hingegen zum Kirchenkreis Köln-Rechtsrheinisch.
Der Kirchenkreis grenzt, von Süden aus im Uhrzeigersinn, an die rheinischen Kirchenkreise Altenkirchen, An Sieg und Rhein, Köln-Rechtsrheinisch und Lennep sowie an die westfälischen Kirchenkreise Lüdenscheid-Plettenberg und Siegen-Wittgenstein.

## Geschichte
Zum Gebiet des Kirchenkreises gehören die ehemalige Reichsherrschaft Homburg (um Nümbrecht und  Wiehl) und die ehemalige Reichsherrschaft Gimborn-Neustadt (um Bergneustadt, Gummersbach und Marienheide), in denen in der zweiten Hälfte des 16. Jahrhunderts die Reformation eingeführt wurde. In den zum Herzogtum Berg gehörenden Gebieten hatten sich ebenfalls evangelische Gemeinden gebildet, die teilweise (so in Waldbröl und Rosbach) die Versuche zur Rekatholisierung abwehren konnten. Nur in der Amtsstadt Wipperfürth ging die evangelische Gemeinde zu Beginn des Dreißigjährigen Kriegs unter; erst 1788 wurde wieder eine Gemeinde gegründet und kurz danach eine Kirche gebaut, die aber 1795 abbrannte. Eine neue Kirche wurde 1877 eingeweiht.
Nachdem das Gebiet 1815 in die preußische Provinz Jülich-Kleve-Berg (ab 1822 mit der Provinz Großherzogtum Niederrhein zur Rheinprovinz vereinigt) gekommen war, wurden die reformierten und lutherischen Gemeinden 1817 zu einem Kirchenkreis (nach damaligem Sprachgebrauch zur Synode an der Agger oder Diözese an der Agger) zusammengefasst. Zu den Superintendenten gehörten Wilhelm Hollenberg (1886–1899) und Herbert von Oettingen (1925–1935).

## Mitgliederstatistik
Laut der Volkszählung 1987 gehörten damals 49,8 % – 101.400 der 203.600 – Einwohner zur Evangelischen Kirche im Rheinland. Die Zahl der evangelischen Kirchenmitglieder ist seitdem gesunken. Anfang 2021 lebten im Gebiet des Kirchenkreises 226.400 Einwohner, wovon 34,5 % (78.200) Mitglieder der Landeskirche waren.

## Kirchen und Gemeinden
Der Kirchenkreis umfasst (Stand Januar 2024) folgende Kirchengemeinden
- Denklingen (Evangelische Kapelle Denklingen)
- Dieringhausen-Vollmerhausen-Niederseßmar
- Drabenderhöhe (Evangelische Kirche (Drabenderhöhe))
- Eckenhagen (Evangelische Kirche Eckenhagen)
- Engelskirchen
- Gummersbach (Oberbergischer Dom)
- Holpe-Morsbach
- Hülsenbusch-Kotthausen (Evangelische Kirche (Hülsenbusch))
- Klaswipper
- Lieberhausen-Bergneustadt (Evangelische Kirche Bergneustadt)
- Marienberghausen
- Marienhagen-Drespe (Evangelische Kirche (Marienhagen))
- Müllenbach-Marienheide (Evangelische Kirche (Müllenbach))
- Nümbrecht (Evangelische Kirche (Nümbrecht))
- Oberbantenberg-Bielstein
- Im oberen Wiehltal (mit Odenspiel und Heidberg)
- Rosbach (Salvatorkirche)
- Ründeroth
- Waldbröl (Stadtkirche Waldbröl)
- Wiedenest-Derschlag (Kreuzkirche (Wiedenest))
- Wiehl (Evangelische Kirche (Wiehl))
- Wipperfürth

## Leitung
Die Leitung des Kirchenkreises liegt rheinischem Kirchenrecht gemäß bei der Kreissynode, die in der Regel zweimal im Jahr tagt, beim Kreissynodalvorstand und beim Superintendenten. Als Superintendent amtiert seit 2020 Pfarrer Michael Braun.